# بال تشكو بيتشاب (بابويي)
بال تشکو بیتشاب (بالفارسية: بال چکوپیچاب) هي قرية تقع في إيران في قسم بابويي الريفي. يقدر عدد سكانها بـ 0 نسمة بحسب إحصاء 2016.